# Dominic Welsh
Dominic James Anthony Welsh (* 29. August 1938; † 30. November 2023) war ein britischer Mathematiker, der sich mit Wahrscheinlichkeitstheorie (Perkolationstheorie), Kombinatorik (Theorie der Matroide), Komplexitätstheorie und Kryptographie beschäftigte.

## Leben
Welsh wurde an der Universität Oxford bei John Hammersley promoviert, war dann 1961 an den Bell Laboratories, bevor er 1963 wieder an die Universität Oxford ging. 1966 wurde er Fellow des Merton College (wo er Tutor war) und Lecturer. 1992 erhielt er einen persönlichen Lehrstuhl (ad hominem Professor) und 2005 emeritierte er. Von 1976 bis 1978 war er Chairman der Fakultät für Mathematik. Er war Gastprofessor an der University of Michigan (1968), der University of Waterloo (1969), der University of Calgary (1974), der University of Canterbury in Neuseeland, Gastwissenschaftler am CRM in Barcelona (2006/07) und John von Neumann Professor an der Universität Bonn (1990/91).
1983 bis 1987 war er Vorsitzender der British Combinatorial Committee. 2006 wurde er Ehrendoktor der University of Waterloo. Er war 1972 bis 1976 im Rat der London Mathematical Society.

## Schriften
- mit Geoffrey Grimmett: Probability – an introduction. Oxford University Press, 1986.
- Matroid Theory. London Mathematical Society Monographs, Band 8, Academic Press, 1976.
- Codes and Cryptography. Oxford University Press, 1988.
- Complexity: Knots, Colourings and Counting. London Mathematical Society Lecture Notes, Band 186, Oxford University Press, 1993.
- mit John Talbot: Complexity and Cryptography: an introduction. Cambridge University Press, 2006.